# (2220) Hicks
(2220) Hicks ist ein Asteroid des äußeren Hauptgürtels, der am 4. November 1975 von der US-amerikanischen Astronomin Eleanor Helin am Palomar-Observatorium nordöstlich von San Diego (IAU-Code 675) entdeckt wurde. Der Asteroid gehört zur Themis-Familie, einer Gruppe von Asteroiden, die nach (24) Themis benannt sind.

## Benennung
(2220) Hicks wurde nach William B. Hicks, einem Alumni des California Institute of Technology sowie angesehenen Ingenieur und Unternehmer, benannt. Die Benennung wurde von der Entdeckerin Eleanor Helin sowie dem US-amerikanischen Geologen, Impaktforscher und Astronomen Eugene Shoemaker vorgeschlagen.